# Psychotria winkleri
Psychotria winkleri är en måreväxtart som beskrevs av Elmer Drew Merrill. Psychotria winkleri ingår i släktet Psychotria och familjen måreväxter. Inga underarter finns listade i Catalogue of Life.